# Gastrotheca dunni
Gastrotheca dunni är en groddjursart som beskrevs av Lutz 1977. Gastrotheca dunni ingår i släktet Gastrotheca och familjen Hemiphractidae. IUCN kategoriserar arten globalt som livskraftig. Inga underarter finns listade i Catalogue of Life.